# Stethojulis bandanensis
Stethojulis bandanensis е вид бодлоперка от семейство Labridae. Видът не е застрашен от изчезване.

## Разпространение и местообитание
Разпространен е в Австралия, Американска Самоа, Вануату, Виетнам, Гуам, Еквадор, Индонезия, Камбоджа, Кирибати, Китай, Кокосови острови, Колумбия, Коста Рика, Малайзия, Малки далечни острови на САЩ, Маршалови острови, Мексико, Микронезия, Науру, Никарагуа, Ниуе, Нова Каледония, Остров Норфолк, Остров Рождество, Острови Кук, Палау, Панама, Папуа Нова Гвинея, Питкерн, Провинции в КНР, Самоа, Северни Мариански острови, Сингапур, Соломонови острови, Тайван, Тайланд, Токелау, Тонга, Тувалу, Уолис и Футуна, Фиджи, Филипини, Френска Полинезия и Япония.
Обитава крайбрежията и пясъчните и скалисти дъна на океани, морета, заливи, лагуни и рифове в райони с тропически и субтропичен климат. Среща се на дълбочина от 0,2 до 24 m, при температура на водата от 25,3 до 29,3 °C и соленост 32,9 – 36,2 ‰.

## Описание
На дължина достигат до 8 cm.